# Пітер Перез Бардетт
Пітер Перез Бардетт (англ. Peter Perez Burdett, ~1734, Іствуд — †9 вересня 1793, Карлсруе
) — картограф, художник, геодезист і кресляр XVIII століття родом з Іствуда, де він успадкував фільварок і ім'я Perez, так як його дід по материнській лінії був там священиком. Відомий як участю в картинах Джозефа Райта, так і участю в 1769 році в розробці шляху каналу Лідса і Ліверпуля (Leeds and Liverpool Canal). Його описували як «розташованого якщо не в центрі, то в напівсвітлі спільноти Lunar Society of Birmingham». Останні свої роки жив в Карлсруе, уникаючи кредиторів.
Бардетт позував для картин Райта, в той же час пояснюючи йому деякі особливості перспективи. Перша їхня зустріч відбулася на початку 1760-х років.
У 1766 р Райт намалював свою картину «Філософ, що пояснює модель Сонячної системи». На ній зображена публічна лекція про сонячну систему; світло на обличчях показує фази місяця. Крайня зліва фігура на цій картині — Бардетт; праворуч розташована фігура Вашингтона Ширлі.

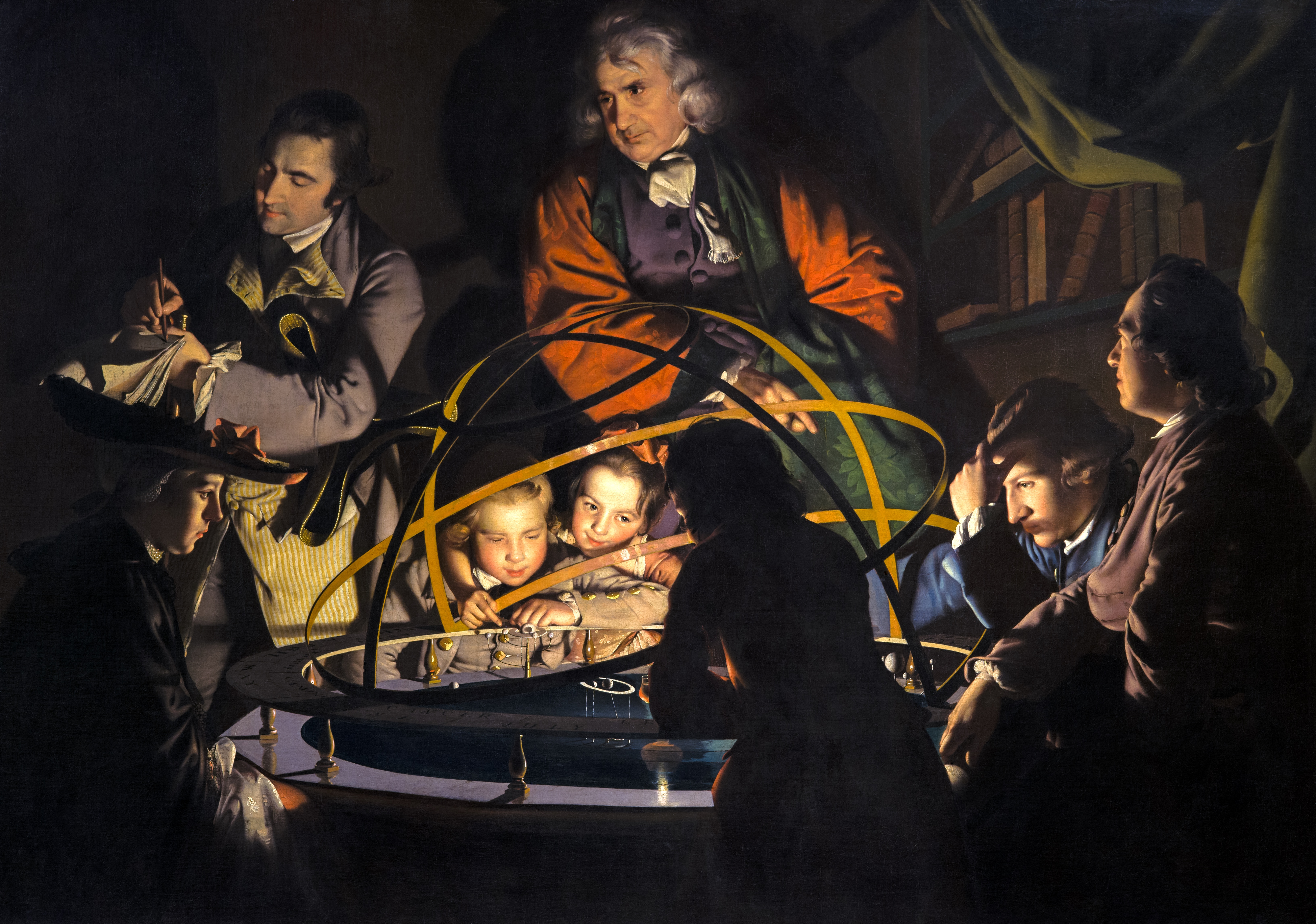
Wright of Derby, The Orrery

У 1767 році Бардетт зробив карту Дербі в масштабі 1 дюйм: 1 миля. З цією картою він став другим успішним претендентом в змаганні 1759 року проводиться Художнім співтовариством (Society of Art) серед авторів карт в такому масштабі. Крім того, він зробив акватинтою Two Boys Blowing a Bladder by Candle-light («два хлопчика надувають сечовий міхур при світлі свічки»).

Joseph Wright of Derby — Peter Perez Burdett and his First Wife Hannah

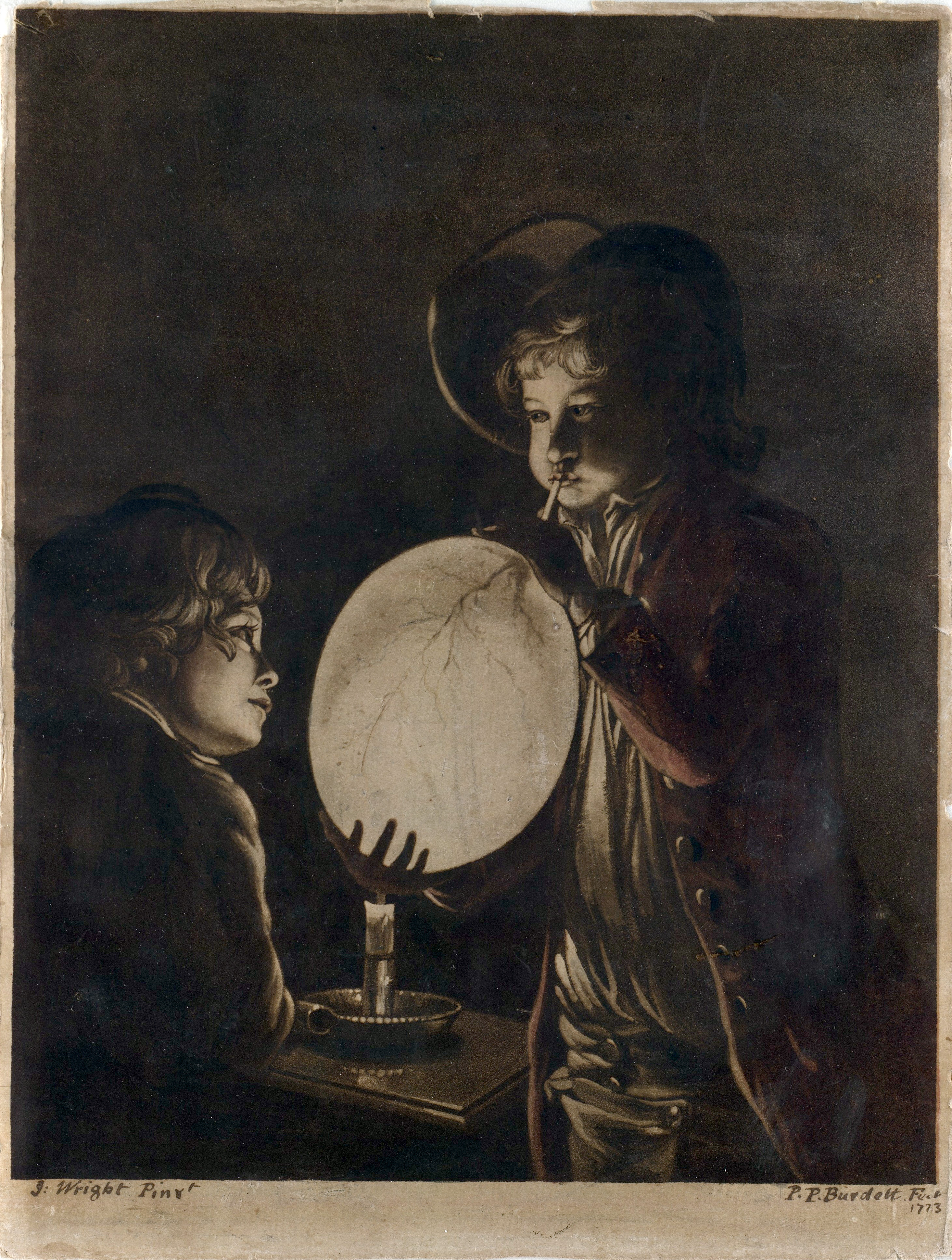
BoysBlowingBladder by Peter Perez Burdett

У 1768 року Бардетт переїхав з Дербі в Ліверпуль для створення карти Ланкашира. Він знаходить нових покровителів і асистує Джорджу Перрі в створенні карти і історії Ліверпуля. Бардетт створює замальовки і пише опису важливих будівель для історії Перрі в 1773 році.
Переїзд виявився настільки успішним, що Бардетт покликав за собою Райта. У 1769 Бардетт засновує Спільнота художників (Society of Artists) і стає його першим президентом. Ймовірно, ще одна картина Райта, Academy by Lamplight, присвячена саме цій академії.
Ймовірно, Бардетт був першим британським акватінтістом; його виставка акватинтою пройшла в 1772 році, в рамках Society of Arts Exhibition; він виставив An Etching in imitation of a Wash Drawing і An Etching from a design of Mr. Mortimer. Він використовував нову техніку, що відрізняється від ранніх методів, розроблених у Франції. Він навчився володіти нею від J.B. Le Prince of Paris.
У 1773 році була виставлена пластина під назвою The effect of a stained drawing attempted by printing from a plate wrought chemically, without the use of any instrument of sculpture. Існують три збережені картини, авторство Бардетта в яких відомо: Banditti Terrifying Fishermen (1771 рік), Skeleton on a Rocky Shore і Two Boys Blowing a Bladder by Candle-light. У бібліотеці Ліверпуля зберігається копія останньої з них, з підписом на зворотному боці "First Speciman of aquatinta invented in Liverpool by P.P. Burdett 1774, assisted by Mr. S. Chubbard. "(" Перший зразок акватинта, зроблений в Ліверпулі П. П. Бардеттом 1774 рік, за сприяння містера С. Чаббарда ").
Бенджамін Франклін 21 серпня 1773 року написав Бардетту:
«I should be glad to be inform'd where I can see some example of the new Art you mention of printing in Imitation of Paintings. It must be a most valuable Discovery: but more likely to meet with adequate Encouragement on this side the water than on ours.»
(« Я був би радий отримати звістку, що я зможу побачити зразок нового мистецтва, друку в наслідування живопису. Це повинно бути дуже цінне відкриття, більше вірно було б зустрітися на належному рівні по наш бік води, ніж за вашу »).
У 1771 року Бардетт зробив A Chart for the Harbour of Liverpool and in +1772 Survey of the County Palatine of Chester.
У 1774 році він покинув Ліверпуль, щоб уникнути виплати боргу. При цьому він забрав з собою картину із зображенням себе і своєї дружини, але залишив дружину лицем до лиця з кредиторами. Картина із зображенням Бардетта і його дружини зараз зберігається в Національній галереї в Празі. З моменту від'їзду з Ліверпуля картина була у Великій Британії на виставках двічі.
У 1774 році Джозеф Райт відвідував його в південній Німеччині. Бардетт одружився тут на Фредеріці Котковськи (Friederike Kotkowski) 11. липня 1787; у них народилася дочка Анна. У тому ж році він намалював план для ринкової площі Карлсруе, які лежать в основі сучасних будівель.
Бардетт помер в Карлсруе 9 вересня 1793 року.